# Poule Castillane
Pour les articles homonymes, voir Castille.
La « Poule Castillane » ou « poule de Castille » (en espagnol : Castellana negra) est une race de poule domestique.

## Description
C'est une volaille  légère, rustique, élégante et vigoureuse avec un crête simple et des oreillons blancs et les tarses noirs.
Durant la première moitié du XXe siècle, elle fut sélectionnée comme pondeuse industrielle.
Actuellement, sa production moyenne se situe autour de 220 à 225 œufs par an.

### Origine
Originaire d'Espagne, sélectionnée à partir de poules noires locales ancestrales. Elle fait partie avec la Catalane du Prat des premières races définies en Espagne.
Décrite depuis le XIXe siècle, c'est en 1926 que D. Enrique P. de Villaamil proposa le standard.

### Standard officiel
- Masse idéale : Coq : 2,8 à 3 kg ; Poule : 2 à 2,6 kg
- Crête : simple
- Oreillons : blancs
- Couleur des yeux : rouge-orangé
- Couleur de la peau : blanche
- Couleur des Tarses : noirs
- Variétés de plumage : uniquement noir
- Œufs à couver : min. 55 grammes, coquille blanche
- Diamètre des bagues : Coq : 18 mm ; Poule : 16 mm

## Sources
- Le Standard officiel des volailles (Poules, oies, dindons, canards et pintades), édité par la SCAF.